# 八塘镇 (重庆市)
八塘镇，是中华人民共和国重庆市璧山区下辖的一个乡镇级行政单位。

## 行政区划
八塘镇下辖以下地区：
一品社区、智灯村、五龙村、阳龙村、前进村、江兴村、敢英村、三元村、青云村、凉水村和石庙村。